# Erwin Bielefeld
Erwin Bielefeld (* 17. Dezember 1907 in Leipzig; † 28. November 1975 in München) war ein deutscher Klassischer Archäologe, der sowohl in der NS-Diktatur als auch in der Deutschen Demokratischen Republik politischen Repressalien ausgesetzte war.

## Leben
Erwin Bielefeld war Sohn des Verlagsbuchhändlers und Druckereibesitzers Walter Bielefeld und dessen Frau Therese, geb. Bechert. Er studierte ab 1928 an der Universität Leipzig, zeitweise auch an der Universität Bonn, im Hauptfach Klassische Archäologie, in den Nebenfächern Alte Geschichte, Kunstgeschichte, Vorderasiatische Archäologie und Klassische Philologie. Seine wichtigsten akademischen Lehrer waren Franz Studniczka, Bernhard Schweitzer und in München Ernst Buschor. Obwohl er wie seine Mutter der evangelisch-reformierten Kirche angehörte, wurde er 1934 aufgefordert, die Universität zu verlassen, da er als „Halbjude“ (wegen seines jüdischen Vaters) für die Universität „untragbar“ sei. Daraufhin musste er sein Studium unterbrechen, setzte aber seine Studien privat fort. Seit 1937 bis Kriegsende erschienen vier seiner Arbeiten als Privatdrucke. 1944 wurde er in ein Arbeitslager der Organisation Todt nach Frankreich verbracht. Die dortigen Erlebnisse, Erfahrungen und Einflüsse wirkten sich für den Rest seines Lebens, wenn auch latent, aus.
Erst im Alter von 40 Jahren – nach Kriegsende, vor der Gründung der beiden deutschen Nachkriegsstaaten – konnte Bielefeld an der Universität Bonn bei Ernst Langlotz zum Thema Amazonomachia. Beiträge zur Geschichte der Motivwanderung in der antiken Kunst promovieren. Im selben Jahr wurde er freier Mitarbeiter der Deutschen Akademie der Wissenschaften in der DDR und bearbeitete in deren Auftrag die antike Keramik des Lindenau-Museums in Altenburg. Diese Arbeit wurde 1951 an der Universität Rostock als Habilitation angenommen (Griechische und etruskische Vasen im Besitz des Staatlichen Lindenau-Museums zu Altenburg). 1959/60 erschien sie in überarbeiteter Form in drei Bänden als Bände 17 bis 19 des Corpus Vasorum Antiquorum Deutschland. Daneben veröffentlichte er mehrere Arbeiten zur antiken Vasenmalerei, ihrer Beziehung zur Monumentalmalerei und Plastik sowie ihrer Beziehung zur antiken Literatur. Nach der Habilitation wechselte Bielefeld an die Universität Greifswald. Zunächst war er dort Dozent, bis 1959 stieg er zur Professur auf. Seit 1956 war Bielefeld korrespondierendes, seit 1959 ordentliches Mitglied des Deutschen Archäologischen Instituts. Es war seine produktivste Schaffenszeit, in der mehr als 30 Aufsätze und Rezensionen entstanden.
1958 wurde gegen Bielefeld ein politisch motiviertes Publikationsverbot ausgesprochen. Daneben verschlechterten sich allgemein die Arbeitsbedingungen in Greifswald, weshalb er mit seiner Familie 1959 in die Bundesrepublik Deutschland übersiedelte. Dort bemühte sich vor allem Ernst Homann-Wedeking um seine Weiterbeschäftigung. Über ihn fand Bielefeld rasch Anschluss an das archäologische Seminar in München. Er wurde zunächst Wissenschaftlicher Assistent, nach seiner Umhabilitierung 1960 Außerplanmäßiger Professor. Aufgrund seines Alters kam er für einen Lehrstuhl nicht mehr in Frage. Immerhin konnte er nach der Emeritierung Hohmann-Wedekings 1974 bis zu seinem eigenen Tod noch kommissarisch das Institut leiten. In München entstanden noch einmal etwa 30 Schriften, darunter fünf Beiträge zum Lieferungswerk Antike Plastik und etwa 70 Rezensionen und Buchanzeigen. Zu seinen akademischen Schülern in München gehörte Gisela Zahlhaas.
Bielefelds wissenschaftliche Karriere wurde zwei Mal, 1934 und 1958, wegen der politischen Verhältnisse in Deutschland unterbrochen, wodurch er nicht die Karriere machen konnte, die ein Mann seines Formats sonst erreicht hätte. Seine Interessen waren sehr weit gestreut, reichten von der Keramik und Vasenmalerei über die Monumentalmalerei sowie Schmuck und Kunstgewerbe bis zur Plastik und der Nachwirkung der Antike. Seit 1950 berichtete er in den Fasti archaeologici über die neu erschienene archäologische Literatur in der DDR und Gesamtberlin, seit 1961 über ganz Deutschland. Bielefeld war nicht der Mann, um eine große Monografie oder Gesamtdarstellung zu verfassen, er befasste sich eher mit Einzelobjekten. Von ihnen ausgehend begannen seine weiteren Studien, in denen er speziellere Fragen zu klären versuchte. Die gute Kenntnis der europäischen Museen, Privatsammlungen und des Kunsthandels kamen ihm bei seinen Forschungen zugute.
Hans Möbius imponierte insbesondere an Erwin Bielefeld seine „leidenschaftliche, zu jedem Opfer bereite Hingabe an unsere gemeinsame Wissenschaft, die ihn auch seine schweren Schicksale ohne Verbitterung überstehen ließ.“

## Schriften
- Komödienszene auf einem griechischen Vasenbild?, Privatdruck, Leipzig 1944
- Zu einer attischen Lekythos in Hamburg, Privatdruck, Leipzig 1944
- Amazonomachia. Beiträge zur Geschichte der Motivwanderung in der antiken Kunst, Niemeyer, Halle 1951 (Hallische Monographien, Nr. 21)
- Griechische und etruskische Tongefäße im Staatlichen Lindenau-Museum, Staatliches Lindenau-Museum, Altenburg 1953